# Семёновка (Кормянский район)
Семёновка (бел. Сямёнаўка) — деревня в Коротьковском сельсовете Кормянского района Гомельской области Беларуси.
На севере граничит с лесом.

## География

### Расположение
В 3 км на север от Кормы, в 58 км от железнодорожной станции Рогачёв (на линии Могилёв — Жлобин), в 113 км от Гомеля.

### Гидрография
На юге мелиоративные каналы, соединённые с рекой Кормянка (приток реки Сож).

## Транспортная сеть
Транспартнью связи по просёлочной, затем по автодорогам, которые отходят от Кормы. Планировка состоит из прямолинейной, почти широтной улицы, к которой с юга стороны присоединяются 2, а с севера один переулок. Застройка преимущественно двусторонняя, деревянная усадебного типа.

## История
Согласно письменным источникам известна с начала XX века. Наиболее активная застройка велась в 1920-е годы, когда здесь, на бывших помещичьих землях, селились переселенцы из соседних деревень. В 1931 году организован колхоз «Семёновка», работала кузница. Согласно переписи 1959 года в составе колхоза «Победа» (центр — деревня Новая Зеньковина). Располагался клуб.

## Население

### Численность
- 2004 год — 57 хозяйств, 154 жителя.

### Динамика
- 1959 год — 65 жителей (согласно переписи).
- 2004 год — 57 хозяйств, 154 жителя.